# Telomicropus spiriger
Telomicropus spiriger är en mångfotingart som beskrevs av Karl Wilhelm Verhoeff 1941. Telomicropus spiriger ingår i släktet Telomicropus och familjen Spirostreptidae. Inga underarter finns listade i Catalogue of Life.